# George Nicholas Eckert
George Nicholas Eckert (* 4. Juli 1802 in Womelsdorf, Pennsylvania; † 28. Juni 1865 in Philadelphia, Pennsylvania) war ein US-amerikanischer Politiker. Zwischen 1847 und 1849 vertrat er den Bundesstaat Pennsylvania im US-Repräsentantenhaus.

## Werdegang
Nach einem Medizinstudium an der University of Pennsylvania in Philadelphia und seiner 1824 erfolgten Zulassung als Arzt begann George Eckert in Reading in diesem Beruf zu arbeiten. Im Jahr 1824 gehörte er zu den Gründern der Medical Society im Berks County. Später zog er nach Pine Grove, wo er im Kohle- und Eisenhandel tätig war. Politisch schloss er sich der Whig Party an.
Bei den Kongresswahlen des Jahres 1846 wurde Eckert im 14. Wahlbezirk von Pennsylvania in das US-Repräsentantenhaus in Washington, D.C. gewählt, wo er am 4. März 1847 die Nachfolge von Alexander Ramsey antrat. Bis zum 3. März 1849 konnte er eine Legislaturperiode im Kongress absolvieren. Diese war anfangs noch von den Ereignissen des Mexikanisch-Amerikanischen Krieges geprägt.
Zwischen 1851 und 1853 war George Eckert Director der United States Mint. Nach der Auflösung der Whigs Mitte der 1850er Jahre schloss er sich der neu gegründeten Republikanischen Partei an. Er starb am 28. Juni 1865 in Philadelphia, wo er auch beigesetzt wurde.